# Antonio Bernardo
Antonio Bernardo is een Zwitsers autocoureur. In 1976 schreef hij zich eenmaal in voor een Formule 1-race, de Grand Prix van België van dat jaar voor het team Ensign, maar verscheen niet aan de start omdat zijn auto niet aanwezig was.